# TEE Diamant II
Le TEE Diamant était un train rapide qui reliait Hamburg Altona à Munich, de 1979 à 1981. Exploité par la Deutsche Bundesbahn, le TEE Bacchus était un Trans-Europ-Express (donc uniquement en première classe) jusqu'à la fin du service d'hiver le 29 mai 1981 puisqu'il cessait définitivement de circuler.
Le nom de ce TEE fait référence au Diamant, la plus brillante et la plus dure de toutes les pierres précieuses.

## Parcours et arrêts
- 27 mai 1979 Hamburg Altona, Hamburg Dammtor, Hamburg Hbf, Hannover, Göttingen, Bebra, Würzburg, Nürnberg, Augsburg, München[1].
- 31 mai 1981 TEE supprimé[1].

## Numérotation
- 27 mai 1979 TEE 81-80[1].

## Matériel et compositions
- Voitures TEE de la DB, 2 jeux comprenant : 3 Av, 1 Ap et 1 Ar[1].

Restauration assurée par la DSG.